# Marrocos nos Jogos Olímpicos
Marrocos participou pela primeira vez dos Jogos Olímpicos em 1960, e enviou atletas para competirem na maioria dos Jogos Olímpicos de Verão desde então, exceto quando aderiu ao boicote aos Jogos Olímpicos de Verão de 1980. Marrocos também boicotou os Jogos de 1976, desistindo de participar após ter começado a enviar a delegação. Fazendo isso, o país aderiu ao boicote da maioria das nações africanas, em protesto contra a participação da Nova Zelândia nos jogos,após uma partida de rugby, não ligada às Olimpíadas, entre esse país e a África do Sul do apartheid. Apenas um atleta marroquino teve a chance de competir antes da desistência do país: Abderahim Najim lutou na categoria de Peso mosca no boxe e perdeu sua primeira e única luta.
Marrocos também participou de quatro edições dos Jogos Olímpicos de Inverno desde 1968, mas não desde 1992.
Atletas marroquinos ganharam um total de 21 medalhas, 18 das quais no Atletismo e 3 no boxe. Hicham El Guerrouj, com duas medalhas de ouro e uma de prata, e Saïd Aouita, com um ouro e uma prata, são os dois ganhadores de múltiplas medalhas do país.
O Comitê Olímpico Nacional de Marrocos foi criado em 1959.

## Quadro de Medalhas

### Medalhas por Jogos
| Jogos                 | Ouro           | Prata          | Bronze         | Total          |
| 1960 Roma             | 0              | 1              | 0              | 1              |
| 1964 Tóquio           | 0              | 0              | 0              | 0              |
| 1968 Cidade do México | 0              | 0              | 0              | 0              |
| 1972 Munique          | 0              | 0              | 0              | 0              |
| 1976 Montreal         | 0              | 0              | 0              | 0              |
| 1980 Moscou           | não participou | não participou | não participou | não participou |
| 1984 Los Angeles      | 2              | 0              | 0              | 2              |
| 1988 Seul             | 1              | 0              | 2              | 3              |
| 1992 Barcelona        | 1              | 1              | 1              | 3              |
| 1996 Atlanta          | 0              | 0              | 2              | 2              |
| 2000 Sydney           | 0              | 1              | 4              | 5              |
| 2004 Atenas           | 2              | 1              | 0              | 3              |
| 2008 Pequim           | 0              | 1              | 1              | 2              |
| Total                 | 6              | 5              | 10             | 21             |

### Medalhas por Esportes
| Esporte   | Ouro | Prata | Bronze | Total |
| Atletismo | 6    | 5     | 7      | 18    |
| Boxe      | 0    | 0     | 3      | 3     |
| Total     | 6    | 5     | 10     | 21    |

## Ver Também
- Categoria:Competidores Olímpicos de Marrocos